# Peter Nitschke
Peter Nitschke (* 11. Oktober 1961 in Hilden; † 17. Juli 2024 in Oldenburg) war ein deutscher Politikwissenschaftler und Professor an der Universität Vechta.

## Werdegang
Peter Nitschke studierte von 1981 bis 1989 Neuere Geschichte, Politikwissenschaft und Philosophie an der Westfälischen Wilhelms-Universität Münster. 1989 promovierte er im Fach der Neueren Geschichte. Von 1990 bis 1993 war er Habilitationsstipendiat der Fritz-Thyssen-Stiftung und schloss die Habilitation im Jahr 1994 für das Fach Politikwissenschaft in Münster ab. Von 1991 bis 1994 war er in Münster als Lehrbeauftragter für Politische Ideengeschichte tätig und nahm in der Folgezeit ebenda Vertretungsprofessuren im Bereich der Internationalen Beziehungen sowie der deutschen und europäischen Sozialpolitik und 1996/97 in Essen im Bereich der Politischen Theorie wahr. Von 1995 bis 1997 fungierte er als Fellow mit dem Forschungsfeld „Regionalismus in der Europäischen Union“ in der Studiengruppe „Europa“ am Kulturwissenschaftlichen Institut in Essen. Von 1997 bis 2024 war er Universitätsprofessor für „Wissenschaft von der Politik“ an der Universität Vechta.
Peter Nitschke war verheiratet und hatte zwei Kinder.

## Arbeitsfelder

### Inhaltlich
Peter Nitschke forschte und lehrte auf dem Gebiet der Politischen Theorie und Ideengeschichte mit einem Schwerpunkt auf dem politischen Denken der Frühen Neuzeit. Darüber hinaus widmete er sich dem Thema Globalisierung, der Europäischen Integration und dem Politikfeld der Inneren Sicherheit.

### Funktionen
Von 1997 bis 1998 war Nitschke Prodekan des Fachbereichs Geistes-, Kultur- und Sozialwissenschaften der Universität (damals noch Hochschule) Vechta und von 2000 an bis 2004 Gründungsdirektor des Instituts für Sozialwissenschaften daselbst. Seit 2002 war er Korrespondierendes Mitglied des Interdisziplinären Instituts für Kulturgeschichte der Frühen Neuzeit an der Universität Osnabrück. In den Jahren 2002 bis 2004 war Nitschke Vizepräsident der Universität Vechta für Forschung und Förderung des wissenschaftlichen Nachwuchses sowie von 2010 bis 2012 Direktor des Instituts für Sozialwissenschaften und Philosophie. Zuletzt war er Dekan der Fakultät II.
Seit 2007 war Peter Nitschke Mitglied des Vorstands der Deutschen Gesellschaft zur Erforschung des Politischen Denkens (DGEPD), zunächst in der Funktion des Vorstandssekretärs, und Ende 2019 wurde er zum Vorsitzenden gewählt. Seit 2014 war er bis zu seinem Tod Mitherausgeber des Jahrbuchs Politisches Denken.
Peter Nitschke war seit der Generalversammlung 2022 bis zu seinem Tod zudem Leiter der Sektion Politische Wissenschaft und Kommunikationswissenschaft der Görres-Gesellschaft.
Zudem war Peter Nitschke zuletzt Kreisvorsitzender der Europa-Union Vechta.

## Schriften (Auswahl)
- Verbrechensbekämpfung und Verwaltung. Die Entstehung der Polizei in der Grafschaft Lippe, 1700–1814. Waxmann, Münster 1990.
- Staatsräson kontra Utopie? Von Thomas Müntzer bis zu Friedrich II. von Preußen. Poeschel, Stuttgart 1995.
- Einführung in die Politische Theorie der Prämoderne. Wissenschaftliche Buchgesellschaft, Darmstadt 2000.
- Politische Philosophie. Metzler, Stuttgart/Weimar 2002.
- Politische Theorie der Prämoderne 1500–1800. 2., erweiterte, bibliografisch aktualisierte Auflage. Wissenschaftliche Buchgesellschaft, Darmstadt 2011.
- Einführung in die Politikwissenschaft. Wissenschaftliche Buchgesellschaft, Darmstadt 2012 (2. Aufl. 2020).
- Formate der Globalisierung. Über die Gleichzeitigkeit des Ungleichen (= Aktuelle Probleme moderner Gesellschaften, Bd. 9) Peter Lang, 2., aktualisierte u. erweiterte Ausgabe, Frankfurt a. M. 2014.
- Antinomien der Globalisierung. Über die Gleichzeitigkeit des Ungleichen. Lang, Berlin u. a. 2021.